# Gare de Toulouse-Matabiau
Pour les articles homonymes, voir Gare de Toulouse.
La gare de Toulouse-Matabiau est une gare ferroviaire française des lignes de Bordeaux-Saint-Jean à Sète-Ville, de Toulouse à Bayonne et de Brive-la-Gaillarde à Toulouse-Matabiau via Capdenac. Elle est située à proximité du centre-ville de Toulouse, chef-lieu du département de la Haute-Garonne et de la région Occitanie.
Elle est l'élément central du réseau ferroviaire de Toulouse. En outre, la gare routière, située à proximité, permet d'effectuer les correspondances avec de nombreuses lignes d'autocars.
Son bâtiment voyageurs fait l’objet d’une inscription au titre des monuments historiques depuis le 28 décembre 1984.

## Situation ferroviaire
Établie à 146 mètres d'altitude, la gare de bifurcation de Toulouse-Matabiau est située au point kilométrique (PK) 256,412 de la ligne de Bordeaux-Saint-Jean à Sète-Ville, entre les gares de Route-de-Launaguet et de Montaudran ; elle est l'origine, au PK 0,000, de la ligne de Toulouse à Bayonne, avant la gare de Toulouse-Saint-Agne ; et elle est l'aboutissement, au PK 396,635, de la ligne de Brive-la-Gaillarde à Toulouse-Matabiau via Capdenac, après la gare de Montrabé.

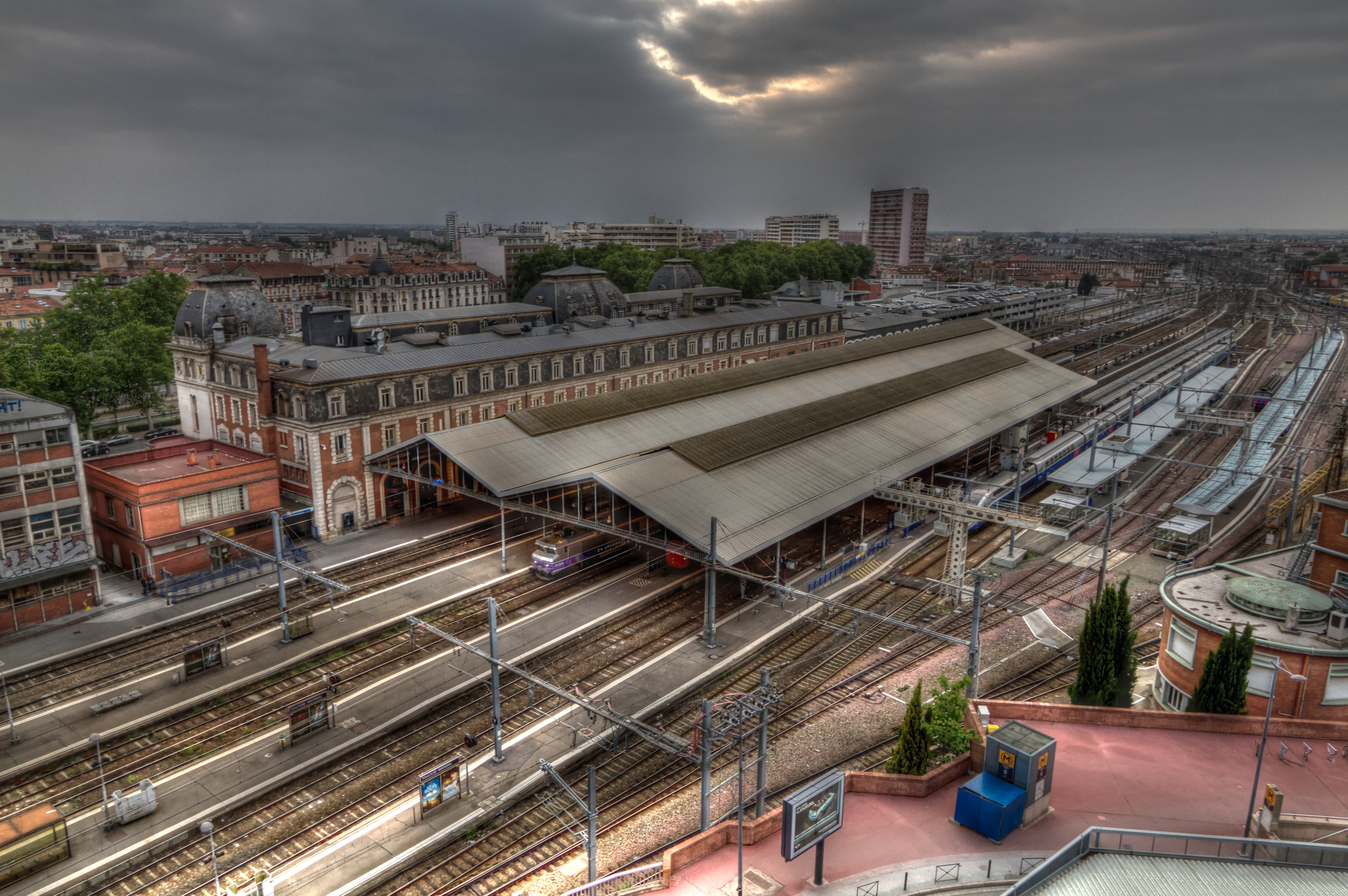
Voies et quais en 2012.

Elle est également l'origine au PK 0,000, de la ligne de Saint-Agne à Auch, avant la gare de Toulouse-Saint-Agne.
Elle s'inscrit dans un complexe ferroviaire comportant : immédiatement au nord, le chantier de Toulouse-Raynal, ancien triage reconverti en remisage de voitures et atelier de maintenance, et, jouxtant la gare du côté est, le dépôt de Toulouse-Périole.

## Histoire
Durant la première moitié du XIXe siècle, le moyen le plus rapide de relier Bordeaux à Sète est de prendre la diligence de Bordeaux à Toulouse, en 18 heures, puis d'emprunter le canal du Midi pour rejoindre Sète en 28 heures. À cette époque, Toulouse est en retard sur la révolution industrielle, et beaucoup[Qui ?] blâment le maire Joseph de Villèle d'avoir refusé le chemin de fer au début du siècle[réf. nécessaire].

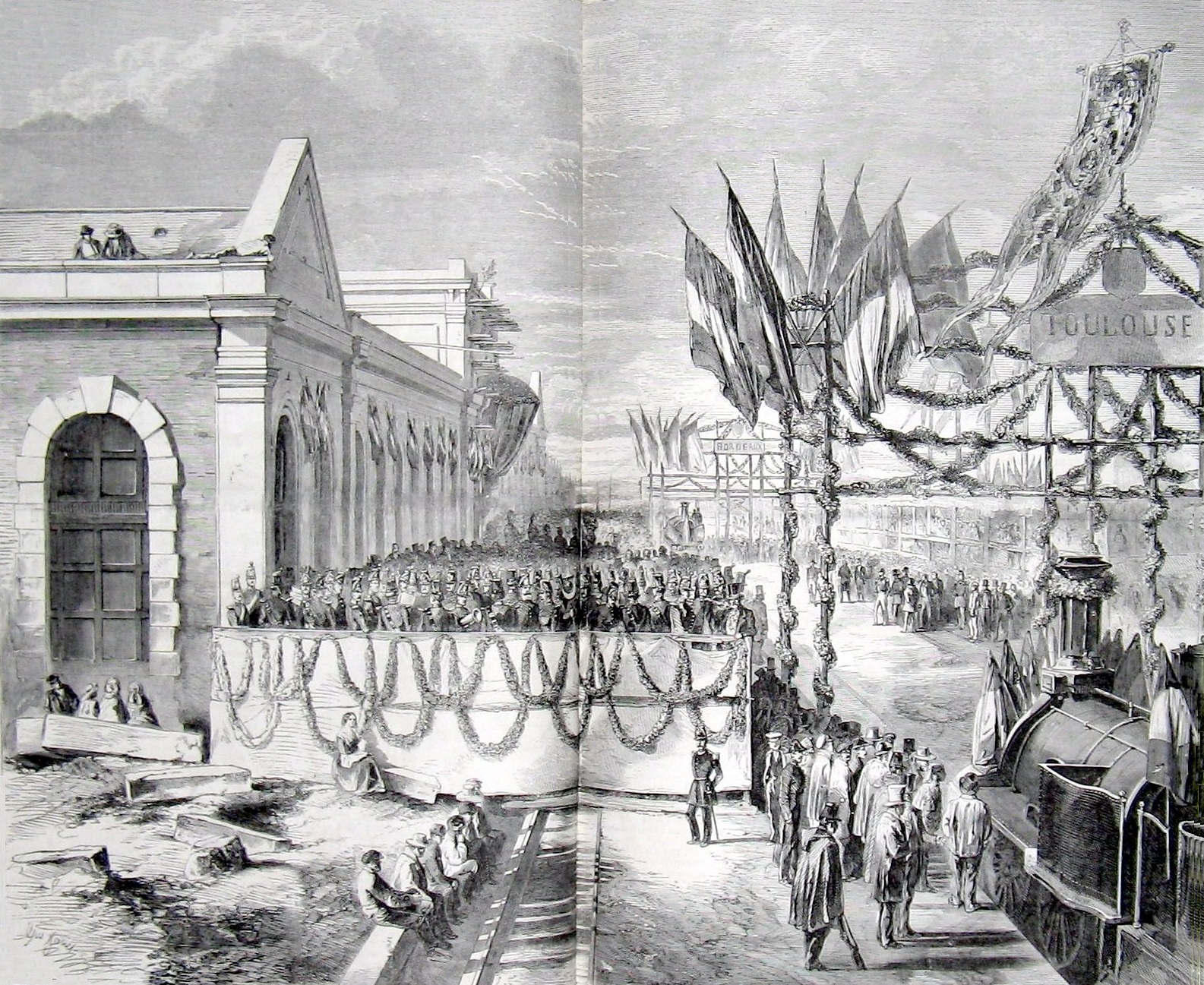
Inauguration de la ligne de Toulouse à Sète, en 1857.

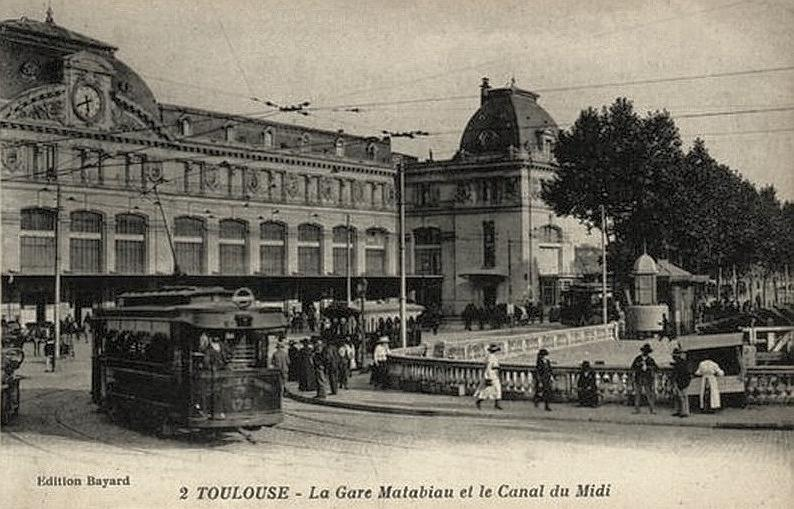
La gare, vers 1910.

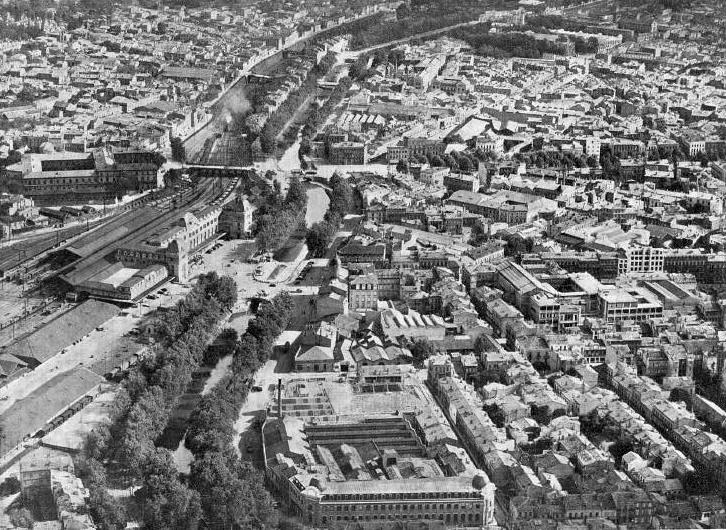
La gare (à gauche), en 1935.

En 1853, Émile et Isaac Pereire fondent la Compagnie des chemins de fer du Midi. Ils ouvrent, trois ans plus tard, la ligne ferroviaire de Bordeaux et Agen à Toulouse, qui est bientôt prolongée jusqu'à Sète, en 1857, donnant naissance à la ligne désormais connue sous le nom de Bordeaux-Saint-Jean à Sète-Ville. Pour éviter toute concurrence, la compagnie rachète même les droits d'exploitation du canal du Midi.
La gare primitive est inaugurée le 16 octobre 1856. Le bâtiment voyageurs actuel, œuvre de l'architecte toulonnais Marius Toudoire et réalisé en pierre de Saintonge, est construit entre 1903 et 1905. Le nom du quartier Matabiau vient de l'occitan mata buòu (« tuer le bœuf »). D'après une légende populaire, on aurait tué à proximité, en l'an 250 après J.-C., le taureau responsable de la mort de Saturnin, premier évêque de Toulouse. En réalité, il semble que le nom du quartier provienne plutôt de la présence, à cet endroit, des abattoirs de la ville.
Toulouse devient un nœud ferroviaire avec la mise en service, par la Compagnie du Midi, de la ligne de Toulouse à Bayonne, de 1861 à 1867. En 1856, la Compagnie du chemin de fer Grand-Central de France obtient une concession pour construire la ligne de Brive-la-Gaillarde à Toulouse via Capdenac, qui sera achevée en 1864 par le Paris-Orléans. Jusque dans les années 1890, elle fera partie de l'itinéraire vers Paris, délaissé au profit de la ligne d'Orléans à Montauban-Ville-Bourbon.
En 1938, la Compagnie du Midi est fusionnée et nationalisée avec les quatre autres grandes compagnies de chemin de fer nationales (Nord, Est, Paris-Orléans, Paris-Lyon-Méditerranée) pour former la SNCF.
Le bâtiment fait l'objet d'un remaniement en 1983, juste avant d'être inscrit au titre des monuments historiques en 1984.
Depuis 1990, elle reçoit les TGV en provenance de Paris-Montparnasse via la LGV Atlantique ; cette LGV se terminant près de Saint-Pierre-des-Corps, les trains continuent leur trajet sur la ligne classique Paris – Bordeaux et desservent Bordeaux-Saint-Jean. Cet itinéraire ramène Toulouse à 5 h 30 min de Paris, au lieu de 6 h par la ligne historique passant par Les Aubrais-Orléans et Limoges.
En 1995, est construite à proximité la gare routière de Toulouse.
En 2004, la gare devient le terminus nord de la ligne D, une ligne TER Midi-Pyrénées cadencée vers Muret mise en place en collaboration avec Tisséo, la régie des transports en commun toulousains.
Le 7 décembre 2009, un sixième quai est inauguré, accueillant deux nouvelles voies : les voies 10 et 11. Cette réalisation entend répondre à la saturation de la gare, en permettant d'améliorer le service et d'augmenter le nombre de trains (jusqu'à cinquante de plus par jour),.
En 2009, elle est fréquentée par neuf millions de voyageurs annuels.
Depuis le 15 décembre 2013, Toulouse-Matabiau était reliée directement — c'est-à-dire sans changement de train — à la gare de Barcelone-Sants (trajet effectué en trois heures et huit minutes), dans le cadre du réseau Renfe-SNCF en Coopération ; cet unique aller-retour quotidien est assuré en AVE S-100. À partir de 2016, sa période de circulation est réduite, passant de toute l'année aux seuls mois compris entre début avril et fin septembre ; le matériel roulant jusqu'alors utilisé est remplacé par des TGV Euroduplex l'année suivante. Ce train est supprimé en 2020 (dans le contexte de la pandémie de Covid-19), son retour étant finalement prévu au deuxième trimestre 2025 (en tant qu'AVE de la Renfe, dans le cadre de l'ouverture à la concurrence).
À la fin de l'année 2016, une voie supplémentaire est inaugurée : la voie 1C. Celle-ci jouxte le quai desservant les voies 1, 1A, et 1B.
Depuis le 2 juillet 2017, la durée du trajet des TGV à destination de Paris est abaissée à 4 h 17 min (meilleur temps de parcours), ces trains rejoignant la LGV Sud Europe Atlantique au nord de Bordeaux. La fréquence quotidienne passe alors de cinq à six.

### Blasons

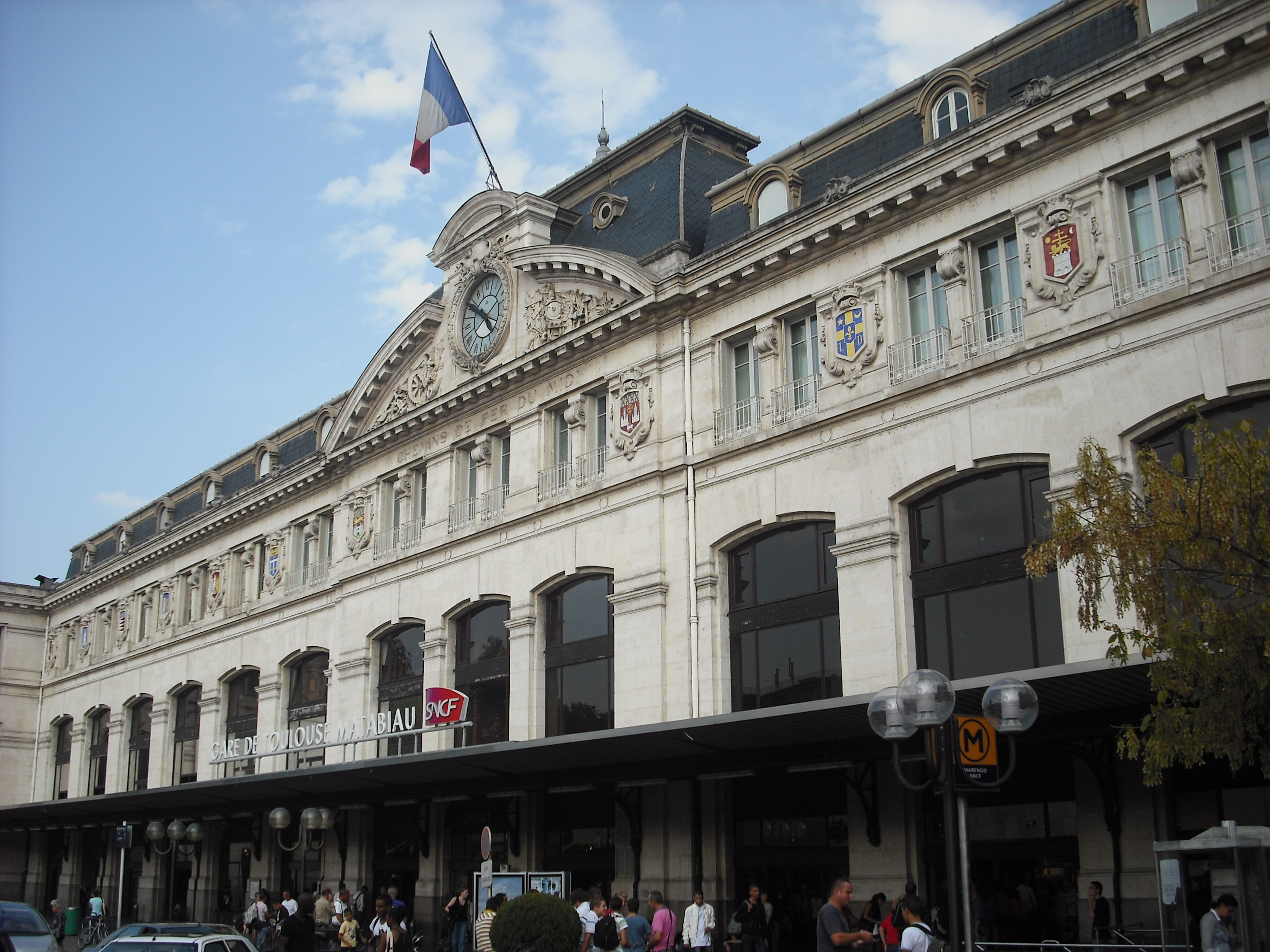
Aperçu des blasons (installés sur le haut de la façade).

Depuis 1906, la façade du bâtiment voyageurs est ornée de vingt-six blasons, représentant autant de villes desservies par le réseau de la Compagnie des chemins de fer du Midi. De gauche à droite, ces villes sont : Tarbes, Bédarieux, Bayonne, Montauban, Saint-Girons, Mont-de-Marsan, Auch, Saint-Gaudens, Castres, Dax, Agen, Pau, Bordeaux, Toulouse, Lodève, Albi, Carcassonne, Béziers, Sète, Perpignan, Montpellier, Rodez, Castelnaudary, Narbonne, Mende et Foix.

## Fréquentation
De 2015 à 2023, selon les estimations de la SNCF, la fréquentation annuelle de la gare s'élève aux nombres indiqués dans le tableau ci-dessous.
| Année                      | 2015       | 2016       | 2017       | 2018       | 2019       | 2020       | 2021       | 2022       | 2023       |
| -------------------------- | ---------- | ---------- | ---------- | ---------- | ---------- | ---------- | ---------- | ---------- | ---------- |
| Voyageurs seuls            | 10 010 314 | 9 539 321  | 10 309 397 | 8 712 234  | 9 892 175  | 7 616 091  | 10 248 180 | 12 869 088 | 14 526 190 |
| Voyageurs et non voyageurs | 15 400 484 | 14 675 879 | 15 860 611 | 13 403 438 | 15 218 730 | 11 717 063 | 15 766 431 | 19 798 597 | 22 347 985 |

## Service des voyageurs

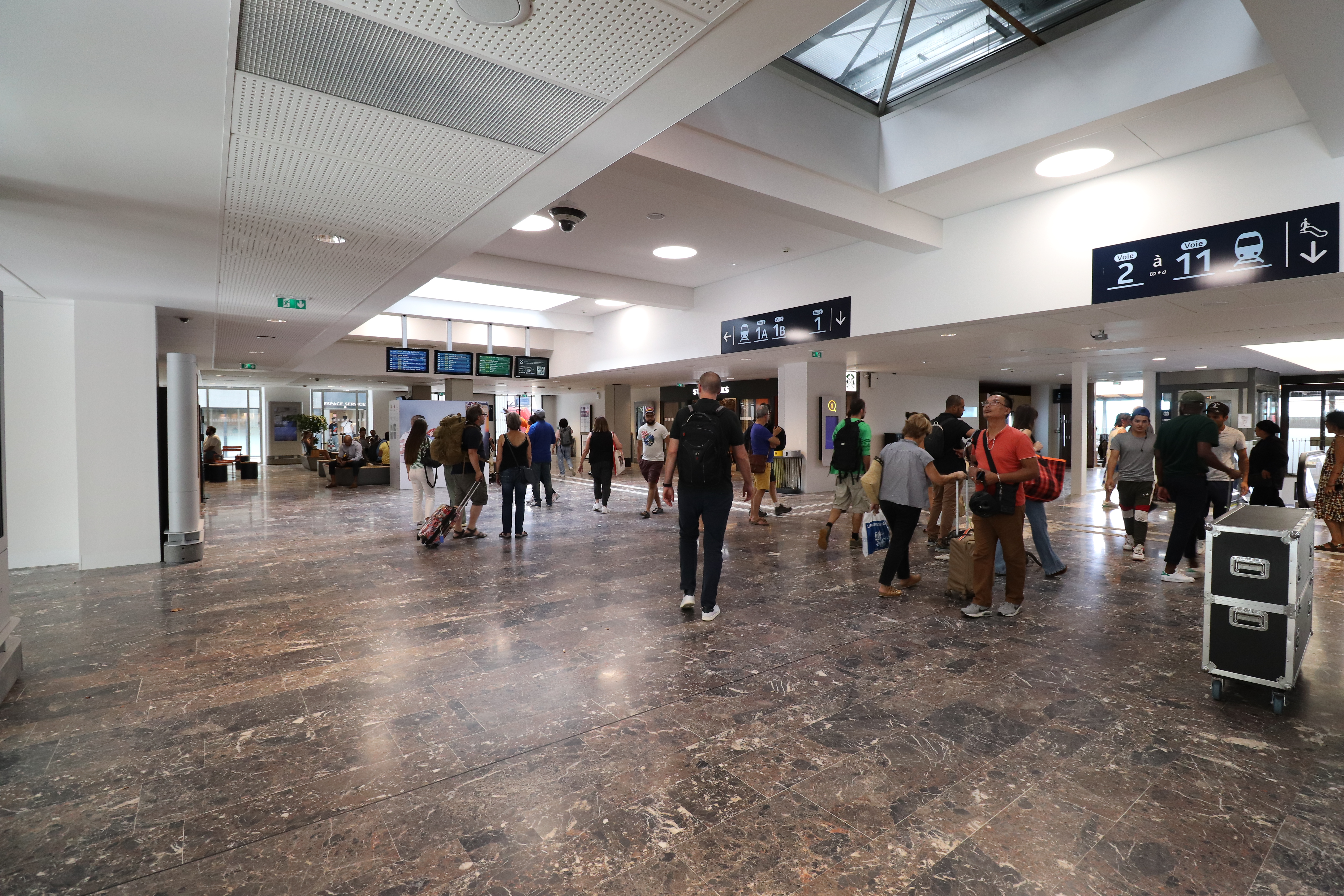
Hall 1, situé au nord de la gare.

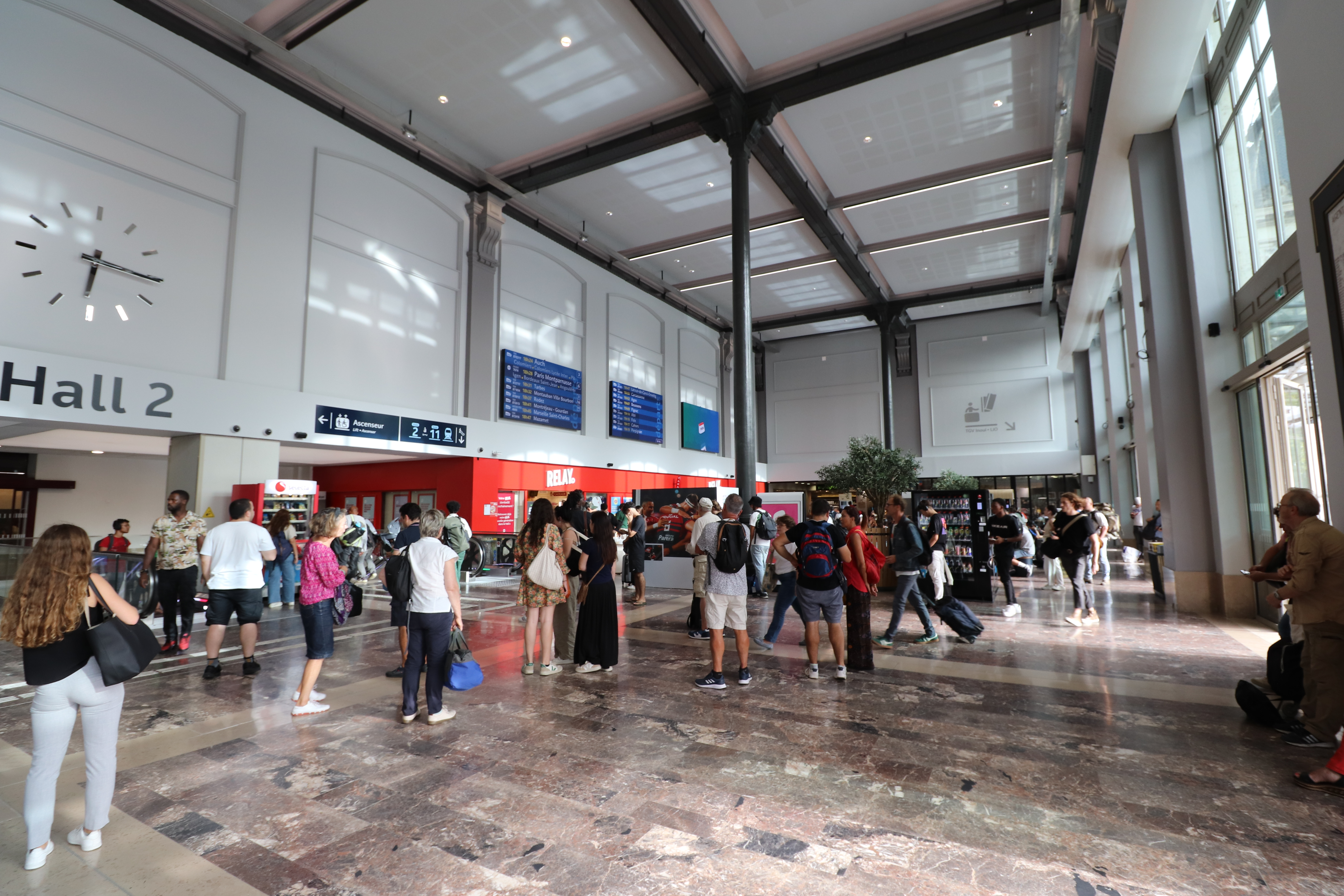
Hall 2, avec la structure métallique de type Eiffel.

### Accueil
Gare SNCF, elle dispose notamment : d'un bâtiment voyageurs (avec guichets) ouvert tous les jours, ainsi que d'automates pour l'achat de titres de transport ; d'une salle d'attente ; d'un service pour les jeunes voyageurs. C'est une gare « Accès plus » avec des aménagements, des équipements et des services pour les personnes à la mobilité réduite. Un restaurant, buffet, bar et d'autres commerces y sont installés.
Un salon réservé aux voyageurs de 1re classe des Intercités de nuit, comprenant des douches, est accessible par le Hall 1.

### Desserte

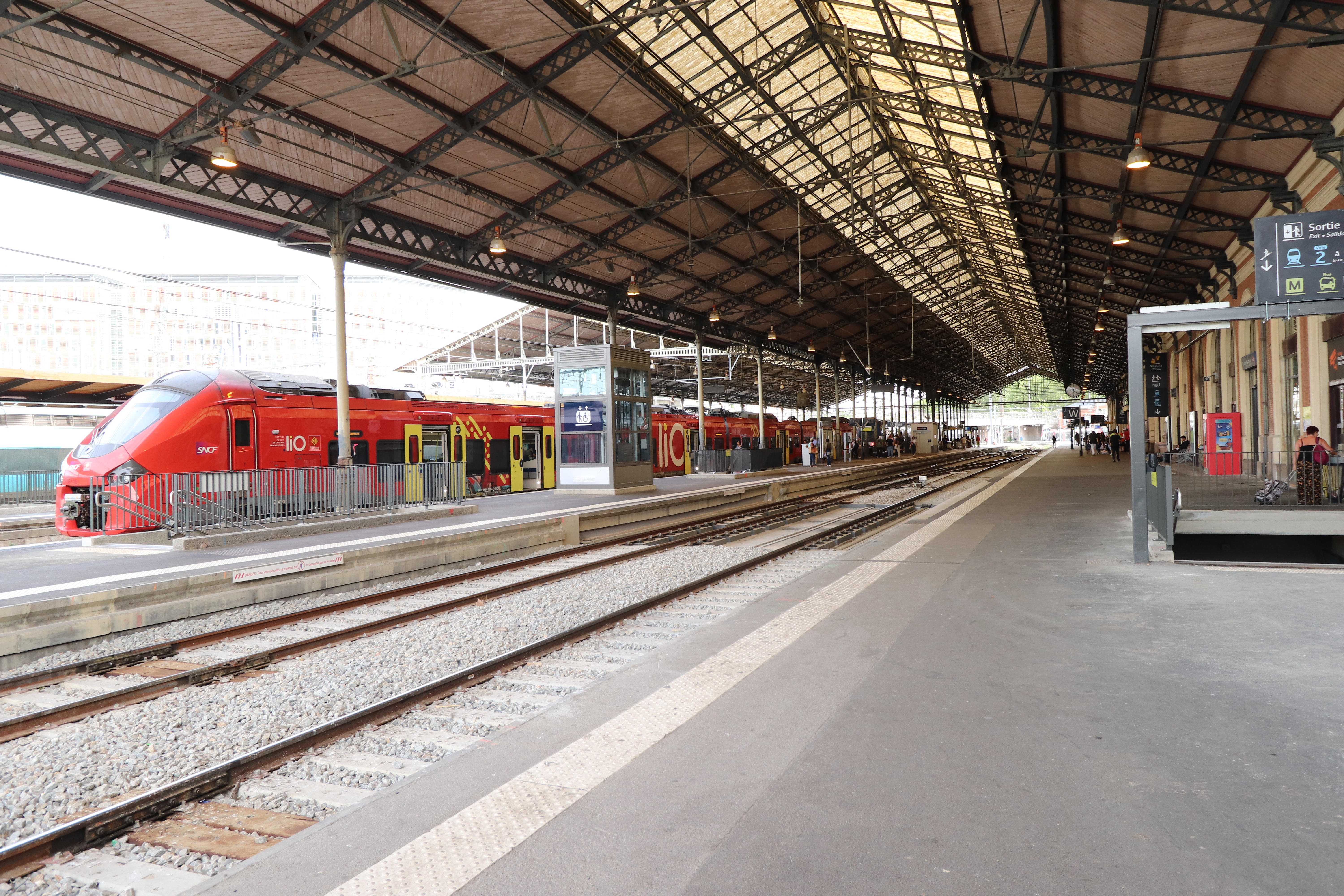
Voies et quais, avec un TER (rame).

#### Nationale
La desserte TGV comporte des relations entre les gares : de Toulouse-Matabiau et de Paris-Montparnasse (TGV inOui et Ouigo) ; de Lyon-Part-Dieu et de Toulouse-Matabiau (desserte de type « intersecteurs »).
La desserte Intercités est composée de trains circulant sur les relations entre les gares : de Paris-Austerlitz et de Toulouse-Matabiau ; de Bordeaux-Saint-Jean, ou de Toulouse-Matabiau, et de Nîmes, ou de Marseille-Saint-Charles ; d'Hendaye, ou de Bayonne, et de Toulouse-Matabiau. À cela s'ajoutent des Intercités de nuit, circulant entre Paris-Austerlitz et Toulouse-Matabiau ; par ailleurs, les allers-retours nocturnes entre Paris-Austerlitz et Latour-de-Carol - Enveitg s'arrêtent également à Toulouse (séparation ou fusion de cette tranche au train Paris-Austerlitz – Toulouse-Matabiau), mais ce n'est pas une desserte commerciale.

#### Régionale
La gare est desservie par des trains TER Occitanie à destination de Mazamet, Rodez, Figeac, Aurillac, Clermont-Ferrand, Cerbère, Pau, Tarbes, Montréjeau - Gourdan-Polignan, Foix, Pamiers, Ax-les-Thermes, Latour-de-Carol - Enveitg, Muret, L'Isle-Jourdain, Auch, Montauban-Ville-Bourbon, Cahors, Brive-la-Gaillarde ou Limoges-Bénédictins.

### Intermodalité
Un parc pour les vélos et des parkings sont aménagés à ses abords. La gare de Toulouse-Matabiau, située au cœur de la ville, en bordure nord-est du centre historique et du canal du Midi et le long du boulevard Pierre-Semard, est un important pôle d'échanges de l'agglomération toulousaine.
Elle est connectée par un réseau de passages souterrains à la station Marengo – SNCF de la ligne A du métro. Elle est également par des bus du réseau urbain de Toulouse, Tisséo (lignes : L8, L9, 14, 15 et 27, ainsi que les navettes Aéroport et Cimetières).
La gare routière de Toulouse, située à proximité, est desservie par des autocars : du réseau interurbain liO Arc-en-Ciel ; du réseau régional TER Occitanie (lignes 915, 920, 924, 925, 940, 941, 942, 945, 946, 947 et 948) ; la navette de l'aéroport Toulouse-Blagnac. Par ailleurs, diverses compagnies, dont BlaBlaCar Bus et FlixBus, s'y arrêtent.

## Projet du grand Matabiau
D'ici à l'ouverture de la nouvelle LGV Bordeaux - Toulouse, le nombre annuel de voyageurs devrait atteindre 16 millions, soit une importante augmentation par rapport à 2017. Un important réaménagement de la gare (notamment pour l'arrivée de cette LGV et de la 3e ligne de métro,,,) et un projet de vaste centre d'affaires à vocation métropolitaine (Grand Matabiau, qui sera implanté autour de cette gare) sont prévus,.

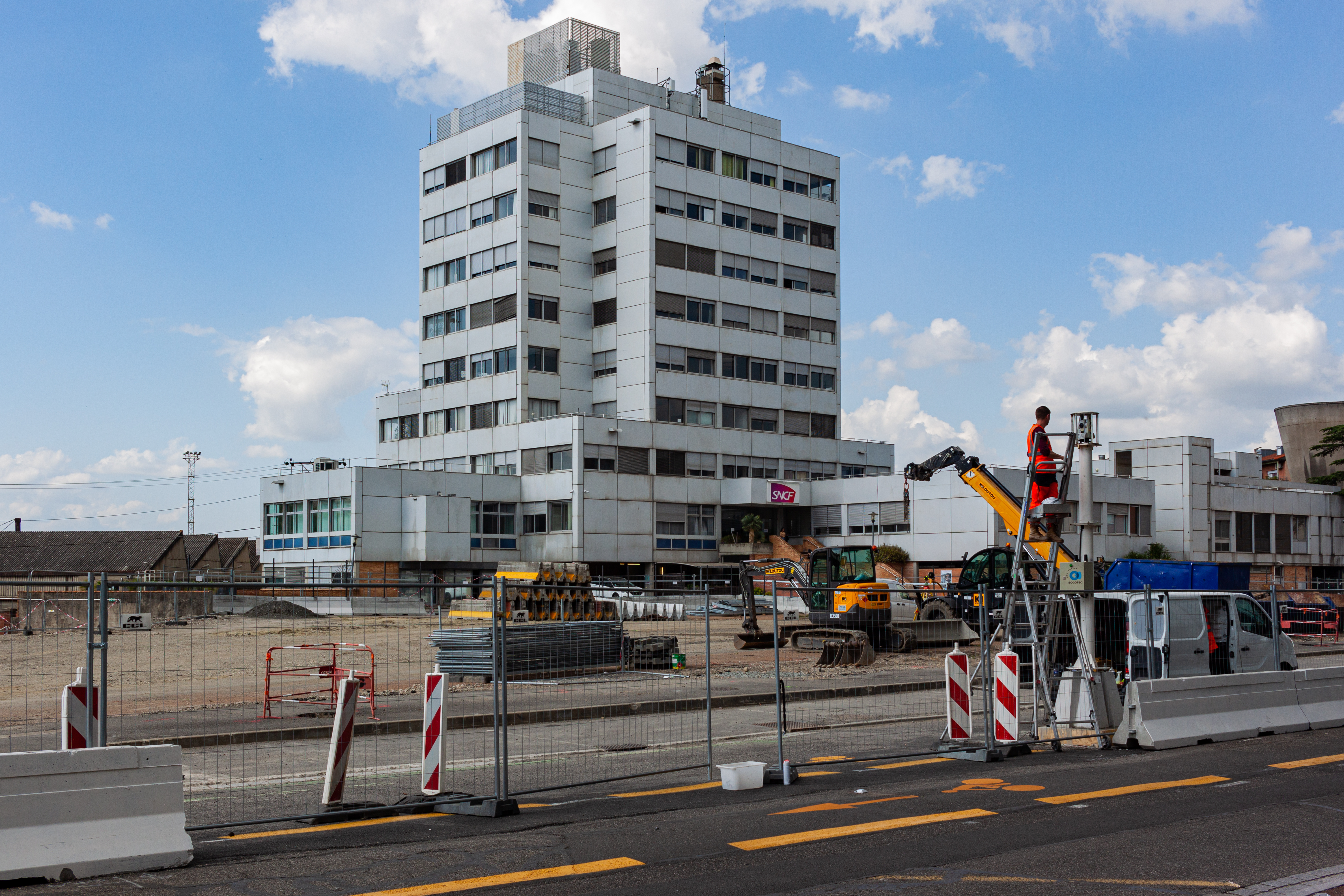
Travaux du futur parvis « Marengo », en mai 2023.

Une organisation en quatre parvis, permettant tous l'accès aux trains, est depuis 2022 en cours de réalisation :
- le parvis « Canal », donnant sur le canal du Midi et sur le bâtiment voyageurs historique, avec un nouvel accès au métro, est achevé en février 2020[31] ;
- un parvis « Marengo », non loin de la médiathèque José-Cabanis, ainsi que des stations de métro des lignes A et C, comprenant possiblement la gare routière déplacée et un nouveau bâtiment voyageurs, nommé « Halle des Transports » ;
- un parvis « Périole » ;
- un parvis « Lyon », donnant sur l'avenue de Lyon, est également prévu.

En outre, l'intérieur du bâtiment voyageurs est rénové entre 2021 et 2023 ; l'opération est appelée « NeÔmatabiau » par SNCF Gares & Connexions. L'opération comporte également une refonte des passages souterrains sous les voies, de manière à permettre une mise en accessibilité des quais.
La construction de la Halle des Transports (sous la maîtrise d'ouvrage de la région Occitanie) est prévue entre 2026 et 2028, après le prolongement des souterrains Nord et Sud rénovés. Son coût est évalué à environ 75 millions d'euros en 2022. Le bâtiment comportera des accès vers les stations de métro respectives des lignes A et C, ainsi que deux accès vers les quais,,. Originellement prévu comme un bâtiment à trois niveaux avant la concertation en 2021-2022, il comportera finalement entre six et huit niveaux :
- le niveau « Souterrain », permettant d'accéder aux quais, via les souterrains Nord et Sud prolongés, et aux stations de métro respectives des lignes A et C ;
- le niveau « Voie ferrée », espace d'attente pour les voyageurs, doté de commerces ;
- le niveau « Parvis », espace d'accès depuis la rue et d'attente pour les voyageurs, doté de commerces et de services variés ;
- les niveaux supérieurs, réservés pour des services publics de la région[38] ;
- un possible toit-terrasse végétalisé[39].

Afin de végétaliser le quartier Matabiau, 70 arbres (chênes et magnolias) ont été plantés entre octobre et décembre 2019, près de la gare et aux alentours.